# أكون أو لا أكون (فلم 1942)
أكون أو لا أكون (بالإنجليزية: To Be or Not to Be) فيلم كوميديا سوداء أمريكي لعام 1942 أخرجه إرنست لوبيتش وبطولة كارول لومبارد وجاك بيني وروبرت ستاك. يروي الفيلم قصة فريق من الممثلين في وارسو التي احتلها النازيون، ويستخدمون قدراتهم في التنكر والعمل لخداع قوات الاحتلال. الفيلم مأخوذ من رواية الكاتب المجري ملكيوار لينجايل. صدر الفيلم بعد شهر من مقتل الممثلة كارول لومبارد في حادث تحطم طائرة. اختير الفيلم للحفظ في السجل الوطني للفيلم بالولايات المتحدة في عام 1996، في مكتبة الكونغرس باعتباره «ذو أهمية ثقافية أو تاريخية أو جمالية». العنوان هو إشارة إلى «أن أكون أو لا أكون» المناجاة الشهيرة في مسرحية ويليام شكسبير «هاملت».

## طاقم التمثيل
- كارول لومبارد: في دور ماريا تورا
- جاك بيني: في دور جوزيف تورا
- روبرت ستاك: في دور الملازم ستانيسلاف سوبينسكي
- فيليكس بريسارت: في دور جرينبيرج
- ليونيل أتويل: في دور راويش
- ستانلي ريدجز: في دور البروفيسور الكسندر سيليتسكي
- سيج رومان: في دور العقيد إيرهاردت
- توم دوجان: في دور برونسكي
- تشارلز هالتون: في دور دوبوش
- هنري فيكتور: في دور النقيب شولتز
- مود إيبورن: في دور آنا (خادمة ماريا)
- هاليويل هوبز: في دور الجنرال ارمسترونج
- مايلز ماندر: في دور الرائد كننغهام
- جيمس فينلايسون: في دور مزارع اسكتلندي
- أولاف هيتن: في دور بولونيوس في وارسو
- موريس مورفي: في دور طيار سلاح الجو الملكي البريطاني
- فرانك رايشر: في دور مسؤول بولندي[12]

## ملخص أحداث الفيلم
يقوم جوزيف تورا (جاك بيني) وماريا تورا (كارول لومبارد) بتمثيل أدوار البطولة في فرقة المسرح الخاصة بهما في وارسو. تتمتع ماريا بالعديد من المعجبين بما في ذلك الملازم الشاب في سلاح الجو البولندي ستانيسلاف سوبينسكي (روبرت ستاك). يغزو النازيين بولندا لبدء الحرب العالمية الثانية، ويفر سوبينسكي وزملاؤه إلى إنجلترا بينما يجد جوزيف وماريا أنفسهم مضطرين للعمل تحت قيود صارمة، بما في ذلك تعليق مسرحية كوميدية كانوا قد كتبوها عن أدولف هتلر، وفي هذه الأثناء في إنجلترا، يذهب سوبينسكي وأصدقاؤه للبروفيسور سيليتسكي (ستانلي ريدجز) وهو على وشك العودة إلى بولندا، ويقدمون أسماء وعناوين أقرب أقربائهم حتى يتمكن الأستاذ من حمل رسائل لهم. يكتشف سوبينسكي أن البروفيسور سيليتسكي هو جاسوس ألماني، ويسارع بالهبوط بالمظلة في بولندا ويستعين بجوزيف وماريا وأيضا باقي زملائهم الممثلين لاستعادة تلك القائمة.

## استقبال الفيلم
يُعتبر فيلم «أن أكون أو لا أكون» أحد أفضل أفلام المخرج لوبيتش، وأيضا أفضل أفلام أبطال الفيلم لومبارد وبيني. لم يستقبله الجمهور بترحيب في البداية، حيث لم يستطع الكثير منهم فهم فكرة السخرية من مثل هذا التهديد الحقيقي من النازيين. وفقًا لمذكرات جاك بيني غير المكتملة، التي نُشرت في عام 1991، فقد خرج والده من دار العرض في وقت مبكر من الفيلم، وهو يشعر بالاشمئزاز من أن ابنه كان يرتدي زيًا نازيًا، وتعهد بعدم دخول أي عرض له مرة أخرى. أقنعه بيني بخلاف ذلك، وانتهى الأمر بوالده إلى حب الفيلم، وشاهده ستة وأربعين مرة.
لا يمكن قول الشيء نفسه عن جميع النقاد، حيث أشاد بعضهم باللومبارد بشكل عام، سخر بعضهم من بيني ولوبيتش ووجدوا الفيلم سيئ الذوق. كتب بوسلي كروثر من صحيفة نيويورك تايمز: «كان من الصعب تخيل كيف يمكن لأي شخص القيام بغارة جوية مدمرة على وارسو، دون لفت انتباه، بعد سلسلة من المهازل، أو مشهد السيد بيني وهو يلعب مشهدًا كوميديًا مع جثة جستابو، كان لدى السيد لوبيتش حس فكاهي غريب، ونص متشابك، عندما صنع هذا الفيلم».
شعر بعض النقاد بالإهانة بشكل خاص من جملة العقيد إيرهاردت: «أوه، نعم لقد رأيت تورا في مسرحية هاملت ذات مرة، ما فعله لشكسبير نقوم به الآن في بولندا».
كانت هناك مقالات أخرى إيجابية، حيث وصفت مجلة «فارايتي» الفيلم بأنه أحد «أفضل إنتاجات لوبيتش في عدد من السنوات... قطعة صلبة من الترفيه». وصفته تقارير هاريسون بأنه «دراما كوميدية ممتصة لوقت الحرب، تم توجيهها وتمثيلها بخبرة... يجعل المشاهد في حالة تشويق وإثارة في جميع الأوقات، وكوميديا الحوار والتمثيل تجعل المرء يضحك باستمرار تقريبًا».
أشاد جون موشر من مجلة نيويوركر أيضًا بالفيلم، وكتب: «يمكن زرع تلك الكوميديا في وارسو في وقت سقوطها، وقت غزوها من النازيين، ولا يبدو أنها متناقضة للغاية بحيث لا يمكن تحملها.. هو انتصار لوبيتش».
منح موقع الطماطم الفاسدة الفيلم تقييم مقداره 98% بناء على آراء 42 ناقد سينمائي، وكتب الإجماع النقدي للموقع: «هجاء معقد وفي الوقت المناسب، مع قدر من الظلام، يوازن إرنست لوبيتش بين الفكاهة والأخلاق بدقة... إنه جنون، لا يمكنك أن تقوم بعمل كوميدي أفضل على ما أعتقد».

## الجوائز والتقدير
ترشح «أكون أو لا أكون» لجائزة الأوسكار، لجائزة أفضل موسيقى، وأفضل عمل درامي أو كوميدي عام 1943.
أدرج معهد الفيلم الأمريكي فيلم «أكون أو لا أكون» في قائمته «100 عام... 100 ضحكة» في عام 2000.

## وصلات خارجية
- أكون أو لا أكون على موقع IMDb (الإنجليزية)
- أكون أو لا أكون على موقع ميتاكريتيك (الإنجليزية)
- أكون أو لا أكون على موقع الموسوعة البريطانية (الإنجليزية)
- أكون أو لا أكون على موقع روتن توميتوز (الإنجليزية)
- أكون أو لا أكون على موقع نتفليكس (الإنجليزية)
- أكون أو لا أكون على موقع ألو سيني (الفرنسية)
- أكون أو لا أكون على موقع Turner Classic Movies (الإنجليزية)
- أكون أو لا أكون على موقع أول موفي (الإنجليزية)
- أكون أو لا أكون على موقع بوكس أوفيس موجو (الإنجليزية)
- أكون أو لا أكون على موقع فيلمافينيتي (الإسبانية)